# Blati Touré
Pour les articles homonymes, voir Touré.
Ibrahim Blati Touré, né le 4 août 1994 à Bouaké en Côte d'Ivoire, est un footballeur international burkinabé jouant au poste de milieu relayeur au Pyramids FC.

## Biographie

### En club
Blati Touré est formé pendant une dizaine d'années à l'Olympio Centre Flamand, un centre de formation d'Abidjan. Au cours d'un camp de recrutement, il est repéré par le Rayo Vallecano. Il reste deux ans dans le club madrilène, en ne jouant qu'avec les équipes de jeunes et la réserve avant de signer au Recreativo de Huelva en 2014. Là aussi, il ne joue qu'avec la réserve, avant d'être prêté un an à l'Évian Thonon Gaillard, en Ligue 2. Il y joue une quinzaine de matchs avec l'équipe première. En 2016, il rejoint le club chypriote de l'Omonia Nicosie.

### En équipe nationale
Bien qu'étant né et ayant grandi en Côte d'Ivoire, Blati Touré opte pour la sélection du Burkina Faso, pays de sa mère. 
Il est appelé en équipe du Burkina Faso pour disputer la Coupe d'Afrique des nations 2017. Le 7 janvier 2017, il fait ses débuts avec les Étalons face au Mali, durant un match amical de préparation à cette Coupe d'Afrique (victoire 2-1). Il termine troisième de la Coupe d'Afrique des nations 2017 avec les étalons du Burkina Faso.
Quatre ans plus tard, il est de nouveau convoqué pour participer à la Coupe d'Afrique des nations 2021. 
Le 20 décembre 2023, il est retenu dans la liste des vingt-sept joueurs burkinabés sélectionnés par Hubert Velud pour disputer la Coupe d'Afrique des nations 2023.

## Statistiques
Le tableau ci-dessous récapitule les statistiques de Blati Touré lors de sa carrière en club :
| Saison                | Club                         | Championnat           | Championnat | Championnat | Coupe(s) nationale(s) | Coupe(s) nationale(s) | Compétition(s) continentale(s) | Compétition(s) continentale(s) | Compétition(s) continentale(s) | Burkina Faso | Burkina Faso | Total | Total |
| Saison                | Club                         | Division              | M.          | B.          | M.                    | B.                    | Comp.                          | M.                             | B.                             | M.           | B.           | M.    | B.    |
| 2013-2014             | Rayo Vallecano B             | Tercera Division      | 17          | 2           | -                     | -                     | -                              | -                              | -                              | -            | -            | 17    | 2     |
| 2014-2015             | Recreativo de Huelva B       | Tercera Division      | 28          | 0           | -                     | -                     | -                              | -                              | -                              | -            | -            | 28    | 0     |
| 2015-2016             | Évian Thonon Gaillard (prêt) | Ligue 2               | 12          | 0           | 4                     | 1                     | -                              | -                              | -                              | -            | -            | 16    | 1     |
| 2016-2017             | Omonia Nicosie               | First Division        | 27          | 1           | 2                     | 0                     | C3                             | 2                              | 0                              | 7            | 0            | 38    | 1     |
| 2017-2018             | Omonia Nicosie               | First Division        | -           | -           | -                     | -                     | -                              | -                              | -                              | 4            | 0            | 4     | 0     |
| 2017-2018             | AFC Eskilstuna               | Superettan            | 16          | 0           | -                     | -                     | -                              | -                              | -                              | 1            | 0            | 17    | 0     |
| 2018-2019             | Cordoue CF                   | LaLiga 2              | 10          | 0           | 2                     | 0                     | -                              | -                              | -                              | 4            | 0            | 16    | 0     |
| Total sur la carrière | Total sur la carrière        | Total sur la carrière | 110         | 3           | 8                     | 1                     | -                              | 2                              | 0                              | 16           | 0            | 136   | 4     |